# Даїнцзян IV
ГЕС Даїнцзян IV (кит.: 大盈江四级水电站) — гідроелектростанція на півдні Китаю у провінції Юньнань. Знаходячись між ГЕС Dayingjiang III та ГЕС Dapein (М'янма), входить до складу каскаду на річці Daying, лівій притоці Іраваді (одна з найбільших річок Південно-Східної Азії, що протікає майже виключно у М'янмі і впадає кількома рукавами до Андаманського моря та Бенгальської затоки).
В межах проекту річку перекрили бетонною греблею висотою 34 метри та довжиною 79 метрів, яка утримує невелике водосховище з об'ємом 0,16 млн м3, в якому припустиме коливання рівня у операційному режимі між позначками 584 та 585 метрів НРМ.
Зі сховища під правобережним масивом прокладений дериваційний тунель довжиною 14 км та діаметром 8,5 метра, який за 3,5 км від початку проходить через розташований на висотах правобережжя відкритий балансувальний басейн. По завершенні тунель переходить у два підземні напірні водоводи довжиною 0,9 км з діаметром 5,2 метра. Крім того, в системі працює вирівнювальний резервуар висотою 78 метрів з верхнім діаметром 15 метрів.
Основне обладнання станції становлять п'ять турбін типу Френсіс потужністю по 175 МВт, які використовують різницю висот між верхнім та нижнім б'єфом у 330 метрів. За рік вони забезпечують виробництво 3,4 млрд кВт-год електроенергії.